# José Magriñá
José Magriñá (Cuba, 14 de diciembre de 1917-Ib., 2 de agosto de 1988) fue un futbolista cubano que jugó en la posición de delantero.

## Carrera
En su país jugó solo para el CD Centro Gallego hasta los años 1940. Su mejor momento fue cuando participó en la Copa Mundial de Fútbol de 1938 celebrada en Francia en la que jugó tres partidos y anotó en una ocasión ante Rumania.